# Loma de Castrejón
Loma de Castrejón es una localidad y una pedanía española de la provincia de Palencia (comunidad autónoma de Castilla y León). Pertenece al municipio de Castrejón de la Peña.

## Geografía
En la comarca de la Montaña Palentina, situada 2 km al sur de la capital del municipio entre las carreteras autonómicas CL-626 y P-225.

## Demografía
Evolución de la población en el siglo XXI
| Gráfica de evolución demográfica de Loma de Castrejón entre 2000 y 2020 |
|                                                                         |
| Población de derecho (2000-2020) según el padrón municipal del INE      |

## Historia
A la caída del Antiguo Régimen la localidad, entonces conocida como Loma, se constituye en municipio constitucional que en el censo de 1842 contaba con 9 hogares y 47 vecinos, para posteriormente integrarse en Castrejón de la Peña .